# Kangaba
Kangaba – miasto w Mali, w regionie Koulikoro; ok. 21 tys. mieszkańców (2008). Przemysł spożywczy, włókienniczy.
Miasto znajduje się 50 km od granicy z Gwineą.